# Dea Dia

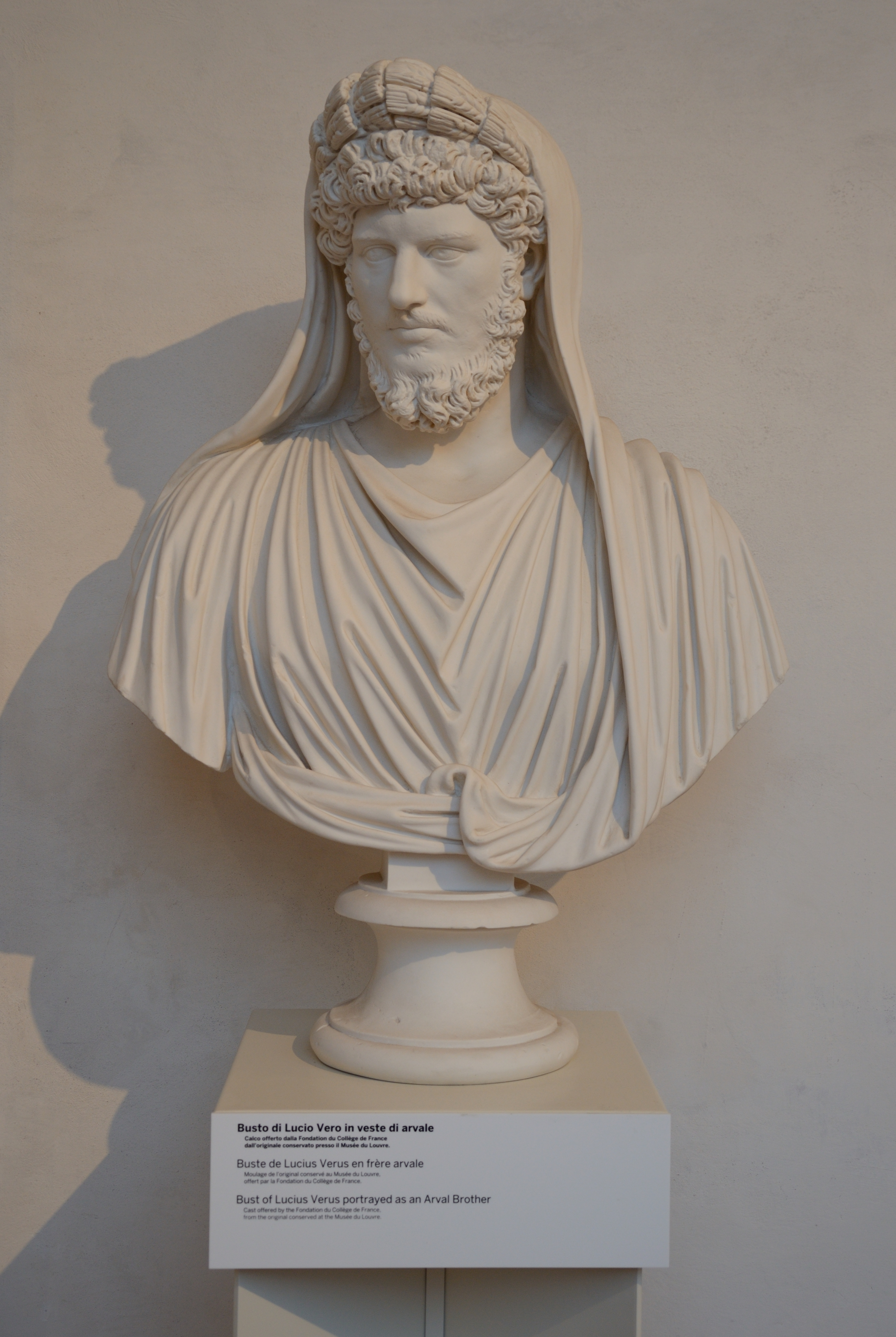
Busto de Lúcio Vero usando o cocar de um "irmão Arval", que homenageou Dea Dia na Ambarvália.

Dea Dia (Latim: "Deusa da Luz do Dia", ou "Deusa Brilhante") foi uma deusa da fertilidade e do crescimento na religião romana antiga. Ela era às vezes identificada com Ceres, e às vezes com sua equivalente grega Deméter.
Ela era adorada durante o Ambarvália, um festival dedicado a Ceres. Todo mês de maio, seus sacerdotes, os Fratres Arvales, realizavam um festival de três dias em sua homenagem.

## Nome
O nome Dea Dīa (latim: [ˈd̪e.a ˈd̪iː.a]) significa 'Deusa da Luz do Dia' ou 'Deusa Brilhante'. O primeiro elemento deriva do latim dea ('deusa'), enquanto o segundo está relacionado a diēs ('dia'), provavelmente em referência à prescrição ritual de anunciar em janeiro as cerimônias de maio sub divo culmine ('sob a abóbada celeste').